# 反恐怖主义解放团
反恐怖主义解放团（西班牙語：Grupos Antiterroristas de Liberación，缩写GAL）是西班牙与法国边界巴斯克地区在1983年至1987年活跃的一个反埃塔恐怖主义组织。该团体受西班牙内政部的支持，配合政府军警部门开展打击“埃塔”活动。
该组织的活跃时期常在西班牙当代史上称作“骯髒戰爭”。

## 组织
反恐怖主义解放团在1983年至1987年总共与30起以上的绑架、爆破、暗杀等事件有关联，共造成27人遇难，26人受伤。其中一些不乏普通市民、记者等与埃塔组织毫无关联的人物。
反恐怖主义解放团解散后，西班牙检察院根据真相委员会的调查结果，对何塞·阿梅多等实施犯罪的成员判处了100年的有期徒刑。前内政大臣何塞·巴里奥努埃沃等高官被捕入狱。

## 延伸阅读
- Paddy Woodworth. . ISBN 0-300-09750-6.
- Loretta Napoleoni. . ISBN 978-84-938316-9-1.